# Brucker Schnellstraße
Droga ekspresowa S35 (Brucker Schnellstraße) – droga ekspresowa w Austrii, w kraju związkowym Styria, o długości 35,8 km. 